# Pastișă

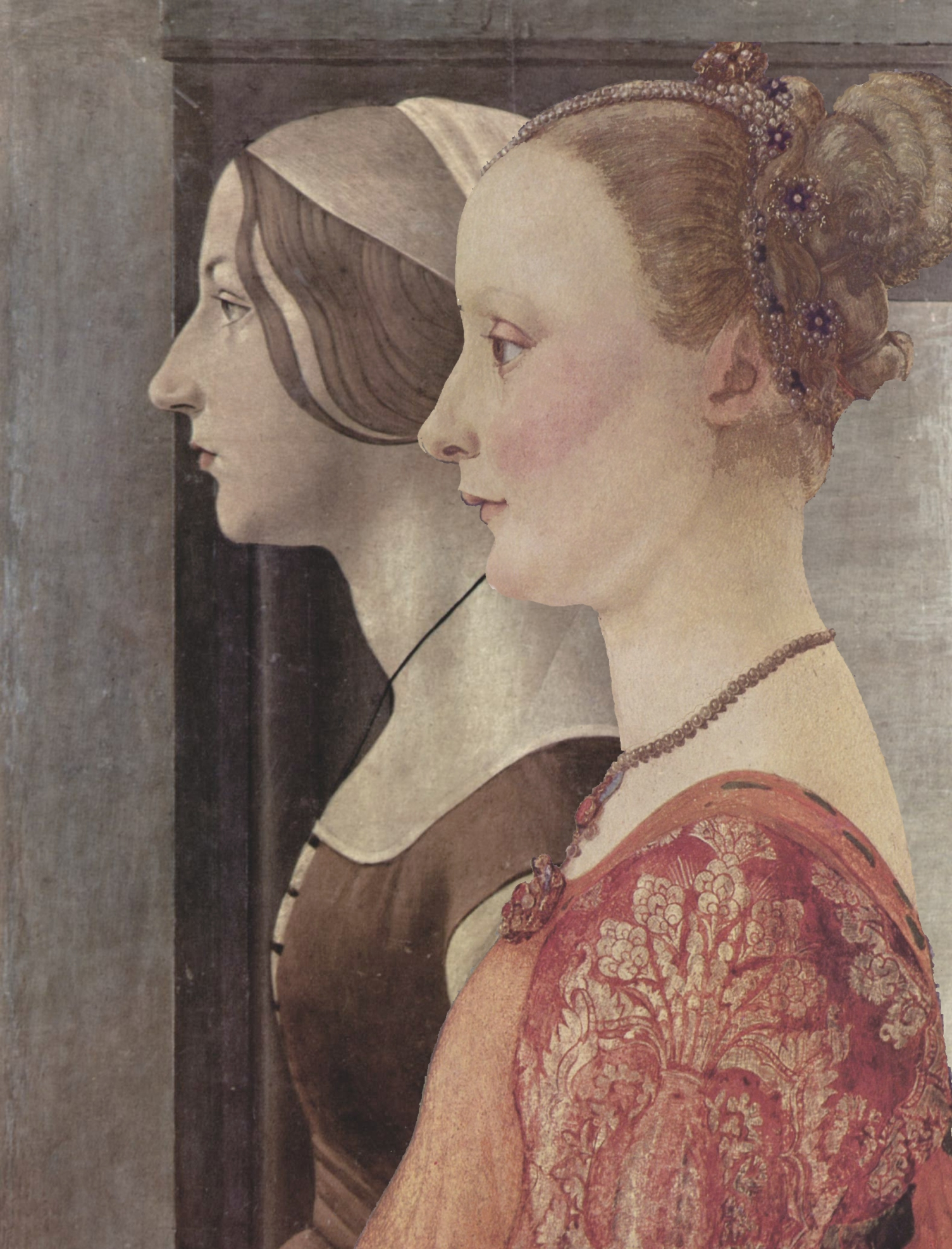
O pastișă care combină elemente din două picturi (original 1 și original 2), folosind Photoshop

O pastișă este o lucrare de artă vizuală, literară, teatrală, muzicală sau arhitecturală care imită stilul sau caracterul operei unuia sau mai multor artiști. Spre deosebire de parodie, pastișa aduce un omagiu operei pe care o redă, în loc să o ia în derâdere.
Cuvântul pastiche este împrumutul francez al substantivului italian pasticcio, care este un pateu sau o umplutură de plăcintă creată prin amestecarea mai multor ingrediente. Metaforic, pastiche și Pasticcio⁠(d) descriu opere care sunt fie compuse de mai mulți autori, fie încorporează elemente stilistice ale lucrărilor altor artiști. Pastișa este un exemplu de eclectism în artă.
Aluzia nu este un exemplu de pastișă. O aluzie literară se poate referi la o altă operă, dar nu o reiterează. Mai mult, aluzia presupune ca publicul să împărtășească cunoștințele culturale ale autorului. Atât aluzia, cât și pastișa sunt mecanisme ale intertextualității.

## În artă

### În literatură
În domeniul literar, termenul se referă la o tehnică literară care folosește o imitație, de obicei lejeră și în spirit ironic, a stilului altcuiva; deși glumeață, este de obicei respectuoasă. Cuvântul implică o lipsă de originalitate sau de coerență, o amestecătură imitativă, dar odată cu apariția postmodernismului, pastișa a ajuns să fie interpretată în mod favorabil ca reprezentând un omagiu deliberat, ingenios, sau o imitație ludică.
Spre exemplu, multe povești despre Sherlock Holmes, scrise inițial de Arthur Conan Doyle, au fost scrise ca pastișe încă de pe vremea autorului. Ellery Queen și Nero Wolfe sunt alte subiecte populare ale parodiilor și pastișelor cu detectivi.
Un exemplu similar de pastișă este redat în continuările postume ale poveștilor lui Robert E. Howard, scrise de alți scriitori fără acordul lui Howard. Aceste exemple includ poveștile cu Conan Barbarul sau cele ale lui L. Sprague de Camp și Lin Carter. Romanul lui David Lodge The British Museum Is Falling Down (1965) este o pastișă a operelor scrise de Joyce, Kafka și Virginia Woolf. În 1991, Alexandra Ripley a scris romanul Scarlett, o pastișă a romanului Pe aripile vântului, într-o încercare nereușită de a fi recunoscută ca o continuare canonică.
În 2017, John Banville a publicat Doamna Osmond, o continuare a romanului The Portrait of a Lady⁠(d) de Henry James, scrisă într-un stil asemănător cu cel al lui James. În 2018, Ben Schott⁠(d) a publicat Jeeves and the King of Clubs⁠(d), un omagiu adus personajului Jeeves⁠(d) al lui P. G. Wodehouse, cu binecuvântarea trustului care se ocupă de moștenirea artistică a lui Wodehouse.

### În muzică
Charles Rosen⁠(d) a caracterizat diversele lucrări ale lui Mozart care imită stilul baroc drept pastișe, iar Suita Holberg a compozitorului Edvard Grieg a fost scrisă ca un omagiu conștient adus muzicii epocii anterioare. Unele dintre lucrările lui Piotr Ilici Ceaikovski, cum ar fi Variations on a Rococo Theme⁠(d) și Serenade for Strings⁠(d), folosesc o formă "clasică" echilibrată care amintește de compozitori din secolul al XVIII-lea, cum ar fi Mozart (compozitorul ale cărui lucrări erau preferatele sale). Poate că unul dintre cele mai bune exemple de pastișă în muzica modernă este cel al lui George Rochberg⁠(d), care a folosit această tehnică în Cvartetul de coarde nr. 3 din 1972 și în Muzica pentru teatrul magic. Rochberg a trecut de la serialism la pastișă după moartea fiului său în 1963.
"Bohemian Rhapsody" a trupei Queen este un caz neobișnuit, fiindcă este o pastișă în ambele sensuri ale cuvântului, deoarece există mai multe stiluri distincte imitate în cântec, toate "împachetate" împreună pentru a crea o singură piesă muzicală. Un exemplu similar mai vechi este "Happiness is a Warm Gun⁠(d)" a trupei  the Beatles. Se pot găsi "pastișe" muzicale în întreaga operă a compozitorului american Frank Zappa. Comedianul/parodistul "Weird Al" Yankovic a înregistrat, de asemenea, mai multe cântece care sunt pastișe ale altor artiști populari, cum ar fi Devo⁠(d) ("Dare to Be Stupid⁠(d)"), Talking Heads ("Dog Eat Dog"), Rage Against the Machine ("I'll Sue Ya") și The Doors ("Craigslist⁠(d)"), deși aceste așa-numite "parodii de stil" se află adesea la granița dintre celebrare (pastișă) și trimiterea în derizoriu (parodie).
O misă de pastișă este o misă muzicală în care mișcările constitutive provin din diferite locuri de liturghie. Cel mai adesea, această convenție a fost aleasă pentru concerte, în special de ansambluri de muzică veche. Masele sunt compuse din mișcări: Kyrie, Gloria⁠(d), Credo⁠(d), Sanctus⁠(d), Agnus Dei ; de exemplu, Missa Solemnis de Beethoven și Messe de Nostre Dame de Guillaume de Machaut. Într-o misă de pastișă, interpreții pot alege un Kyrie de la un compozitor, și o Gloria de la alt compozitor; sau pot alege un Kyrie dintr-o versiune a unui compozitor, și o Gloria de la alt compozitor.

### În teatrul muzical
În teatrul muzical, pastișa este adesea un instrument indispensabil pentru a evoca sunetele unei anumite epoci în care este plasat un spectacol. Pentru musicalul Follies⁠(d) din 1971, un spectacol despre o reuniune a artiștilor dintr-o revistă muzicală care se desfășoară în perioada dintre cele două războaie mondiale, Stephen Sondheim⁠(d) a scris peste o duzină de cântece în stilul compozitorilor de pe Broadway din anii 1920 și 1930. Sondheim imită nu numai muzica unor compozitori precum Cole Porter, Irving Berlin, Jerome Kern⁠(d) și George Gershwin, ci și versurile unor scriitori precum Ira Gershwin, Dorothy Fields⁠(d), Otto Harbach⁠(d) și Oscar Hammerstein II. De exemplu, Sondheim notează că melodia de torță "Losing My Mind⁠(d)" cântată în spectacol conține "near-stenciled rhythms and harmonies" din "The Man I Love⁠(d)" a lui Gershwin și versuri scrise în stilul lui Dorothy Fields. Exemple de pastișă muzicală apar și în alte spectacole ale lui Sondheim, inclusiv în Gypsy, Saturday Night, Assassins și Anyone Can Whistle⁠(d).

### În film
Pastisa poate fi, de asemenea, un instrument cinematografic prin care regizorii aduc un omagiu stilului și utilizării cinematografiei unui alt regizor, inclusiv unghiurilor de filmare, iluminării și Mise en scène⁠(d). De asemenea, scenaristul unui film poate oferi o pastișă bazată pe operele altor scriitori (acest lucru este evident mai ales în filmele istorice și documentare, dar poate fi întâlnit, de asemenea, și în filmele de non-ficțiune de dramă, comedie și horror). A fost odată în vest al regizorului italian Sergio Leone este o pastișă a westernurilor americane de dinainte. Un alt cineast important, Quentin Tarantino, folosește adesea diverse intrigi, caracteristici și teme din mai multe filme, pentru a-și crea propriile filme, printre care și din filmele lui Sergio Leone, creând, de fapt, o pastișă a unei pastișe. Tarantino a declarat deschis că "I steal from every single movie ever made". Filmul regizorului Todd Haynes⁠(d) din 2002, Far from Heaven, a fost o încercare conștientă de a reproduce o melodramă tipică a lui Douglas Sirk⁠(d) - în special All That Heaven Allows⁠(d).
În cinema, influența filmelor Războiul Stelelor ale lui George Lucas (care au dat naștere propriilor pastișe, cum ar fi filmul 3D din 1983 Metalstorm: The Destruction of Jared-Syn) poate fi privită ca o funcție a postmodernității
. 

### În arhitectură

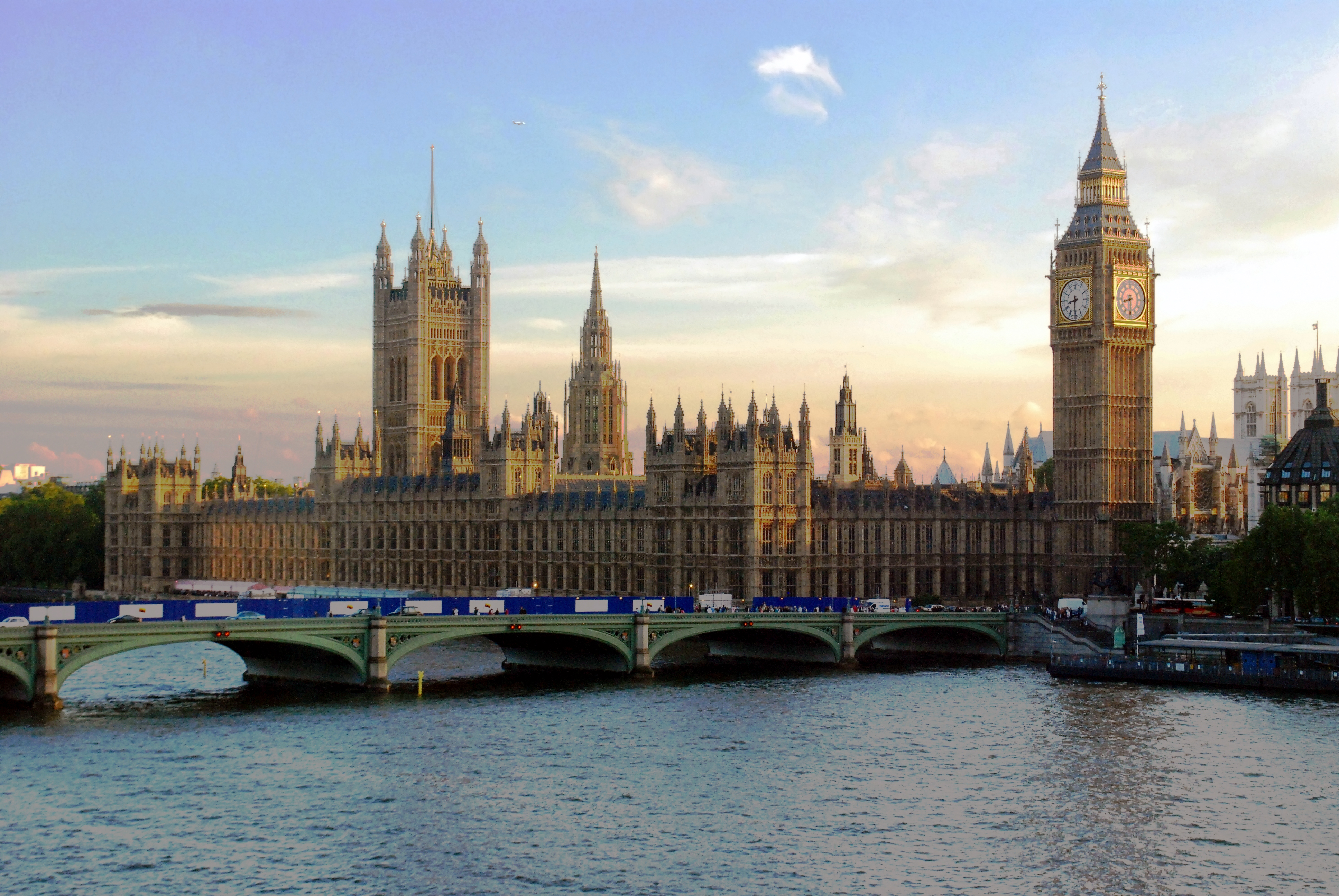
Palatul Westminster a fost construit într-o pastișă în stil neogotic perpendicular în perioada victoriană

În discuțiile privind planificarea urbană, termenul "pastișă" poate descrie dezvoltările ca imitații ale stilurilor de construcție create de arhitecți importanți, ceea ce implică faptul că lucrarea derivată este lipsită de originalitate și de puțin merit, iar termenul este atribuit, în general, fără a se face referire la contextul urban. Multe dezvoltări europene din secolele XIX și XX pot fi descrise în acest fel ca pastișe, cum ar fi lucrările lui Vincent Harris⁠(d) și Edwin Lutyens⁠(d) care au creat dezvoltări arhitecturale neoclasice și neogeorgiene la începutul secolului XX în Marea Britanie, sau ale unor lucrări pastișe ulterioare bazate pe arhitectura modernistului Ludwig Mies van der Rohe și a mișcării Bauhaus. Termenul în sine nu este peiorativ; cu toate acestea, Alain de Botton descrie pastișa ca fiind "o reproducere neconvingătoare a stilurilor din trecut".